# Paridotea ocellata
Paridotea ocellata is een pissebed uit de familie Idoteidae. De wetenschappelijke naam van de soort is voor het eerst geldig gepubliceerd in 1984 door Nunomura.